# Orbán-hegy
Orbán-hegy är en kulle i Ungern.   Den ligger i provinsen Fejér, i den centrala delen av landet, 27 km sydväst om huvudstaden Budapest. Toppen på Orbán-hegy är 148 meter över havet.
Terrängen runt Orbán-hegy är platt. Runt Orbán-hegy är det ganska tätbefolkat, med 120 invånare per kvadratkilometer. Närmaste större samhälle är Érd, 12,9 km nordost om Orbán-hegy. Trakten runt Orbán-hegy består till största delen av jordbruksmark.